# Минаевский переулок
Мина́евский переу́лок — улица в районе Марьина Роща Северо-Восточного административного округа города Москвы. Проходит от Тихвинской улицы до Новосущёвской улицы.

## История
В 1914 году у землевладельца Миняева городские власти приобрели землю между Тихвинской и Новосущёвской улицами, где было нарезано шесть Минаевских переулков (в названиях фамилия землевладельца была искажена). Из этих переулков сохранился лишь 2-й Минаевский, получивший в 1986 году название Минаевский.

## Расположение
Минаевский переулок является продолжением Новосущёвского переулка и проходит с востока на запад от Новосущёвской улицы до Тихвинской параллельно Минаевскому проезду.

## Транспорт

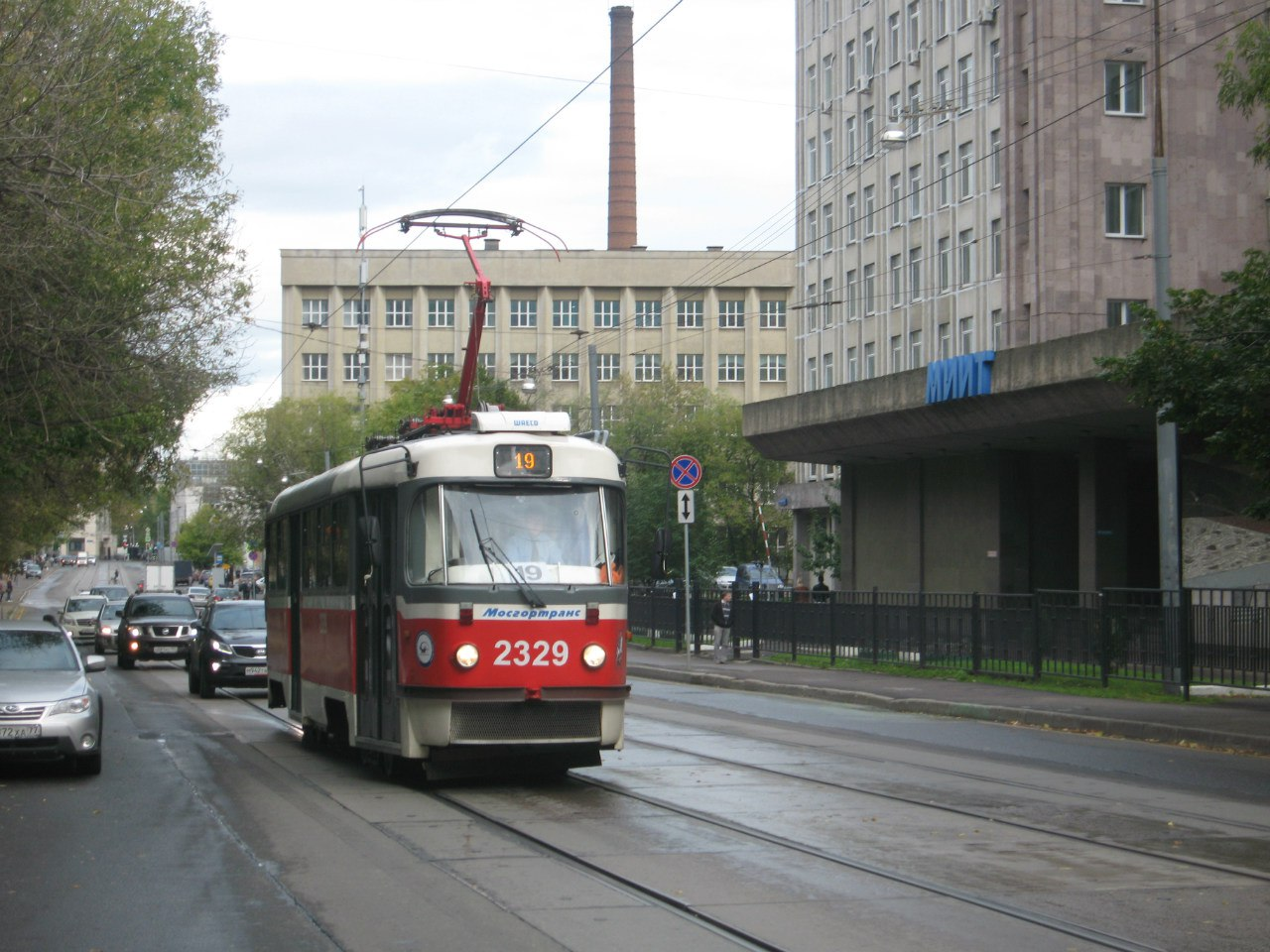
Трамвай № 19, трасса которого фактически включена в трассу трамвая № 50

По переулку проходят трамвайные маршруты 9, 50 и электробусный маршрут с510.